# Ассоро
Ассоро (італ. Assoro, сиц. Àsaru) — муніципалітет в Італії, у регіоні Сицилія,  провінція Енна.
Ассоро розташоване на відстані близько 510 км на південь від Рима, 110 км на південний схід від Палермо, 16 км на північний схід від Енни.
Населення — 5239 осіб (2014).
Щорічний фестиваль відбувається 31 травня. Покровитель — Santa Petronilla vergine e martire.

## Демографія
Населення за роками:

Станом на 1 січня 2023 року в муніципалітеті офіційно проживало 29 іноземців з 15 країн, серед них 11 громадян країн Євросоюзу.

## Сусідні муніципалітети
- Аджира
- Енна
- Леонфорте
- Ніссорія
- П'яцца-Армерина
- Раддуза
- Рамакка
- Вальгуарнера-Каропепе